# Churchill Downs
Churchill Downs är en galoppbana i Louisville i Kentucky i USA. Banan är mest känd för att arrangera Kentucky Derby i början av maj, det första löpet av Triple Crown, med smeknamnet The Run for the Roses.
Churchill Downs har också varit värd för Breeders' Cup ett flertal gånger.

## Historia
Churchill Downs öppnade officiellt 1875 och fick sitt namn efter Samuel Churchill, vars familj var framstående i Kentucky under många år. John och Henry Churchill hyrde ut mark till sin brorson, överste Meriwether Lewis Clark Jr. (barnbarn till upptäcktsresanden William Clark). Clark var president för Louisville Jockey Club and Driving Park Association, som bildades 1875. Hans svärfar, Richard Ten Broeck, var en skicklig hästuppfödare och tränare, och introducerade Clark till hästkapplöpning, när han deltog i det engelska Derbyt på Epsom Downs utanför London.
Banan fyllde ett tomrum i Louisville efter stängningen av Oakland och Woodlawn, två tidigare galoppbanor. Banans plats låg längs järnvägen mellan Louisville och Nashville, vilket gjorde det lätt att transportera hästar. 1894 sålde Clark banan till ett syndikat, lett av William E. Applegate.
Syndikatet skulle snart medföra många förändringar, som att göra om läktarplatserna 1895, vilket förkortade längden på banans signaturlöp Kentucky Derby, till 1 1⁄4 miles (2,0 km) 1896. 1896 pryddes även vinnaren av Derbyt med en krans av rosor, som sedan dess blivit tradition, och banat väg för löpets smeknamn The Run for the Roses.
2022 ägs och drivs banan av Churchill Downs Incorporated, och har en total publikkapacitet på 170 000 åskådare (med innerfältet öppet).